# Jordan Stolz
Jordan Stolz (ur. 21 maja 2004 w West Bend) – amerykański łyżwiarz szybki, wielokrotny medalista mistrzostw świata oraz mistrzostw świata juniorów.

## Kariera
Stolz zaczął trenować łyżwiarstwo szybkie jeżdżąc na stawie w pobliżu swojego domu w Kewaskum w stanie Wisconsin. Mając niespełna 18 lat zadebiutował na Igrzyskach Olimpijskich w Pekinie, gdzie był 13. na 500 m i 14. na 1000 m.
W kolejnym sezonie Stolz został najmłodszym w historii zwycięzcą zawodów Pucharu Świata. Na rozgrywanych w Inzell  Mistrzostwach Świata Juniorów zdominował rywalizację wśród chłopców, zdobywając złote medale na 500 m, 1000 m, 1500 m, w wieloboju oraz w sprincie drużynowym. Dołożył do tego brązowe medale na 5000 m i w biegu masowym.
Na rozgrywanych miesiąc później Mistrzostwach świata seniorów w Heerenveen Stolz jako pierwszy łyżwiarz w historii wywalczył złote medale na trzech dystansach: 500 m, 1000 m i 1500 m. Wygrywając pierwszy z tych dystansów, Stolz został najmłodszym w historii złotym medalistą mistrzostw świata, biorąc pod uwagę obydwie płcie.